# 洛桑赫萊斯

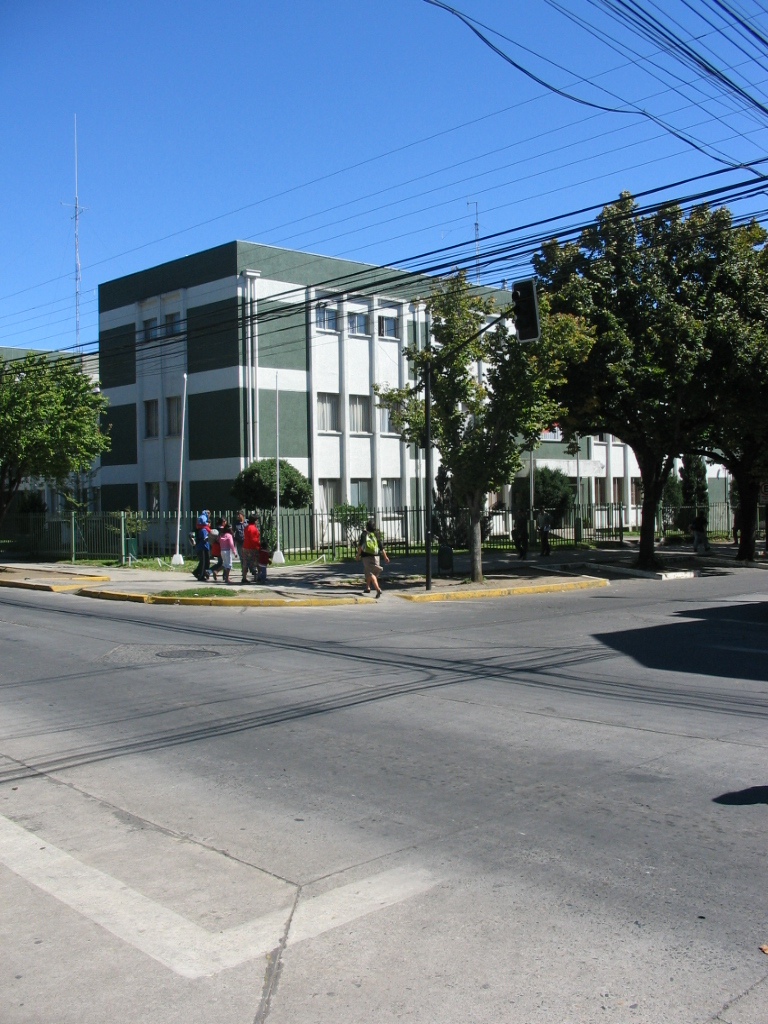

洛桑赫萊斯（西班牙語：Los Ángeles）是智利的城鎮，位於該國中部，由比奧比奧大區負責管轄，也是比奧比奧省的首府，始建於1739年5月26日，面積1,748平方公里，海拔高度139米，2002年人口166,556，人口密度每平方公里95.3人。

## 外部連結
- （西班牙文） Municipality of Los Ángeles
- Gilman, D. C.; Peck, H. T.; Colby, F. M. (编). .  (第1版). 纽约: Dodd, Mead. 1905.